# Guerra Iran-Israele del 2025
Template:Recentissimo
La guerra Iran-Israele del 2025  è un conflitto armato tra lo Stato di Israele e la Repubblica Islamica dell'Iran, scoppiato il 13 giugno 2025 a seguito di un massiccio attacco aereo israeliano condotto a sorpresa contro infrastrutture nucleari, basi militari e aree urbane in territorio iraniano. L’operazione ha segnato l’apice di una lunga escalation di tensioni geopolitiche, scontri indiretti e guerre per procura nel Medio Oriente. In risposta, l’Iran ha lanciato un’ondata di attacchi missilistici contro obiettivi militari e civili in Israele, dando inizio a un conflitto su larga scala.

## Contesto
Dopo la Rivoluzione iraniana del 1979, l'Iran assunse una posizione più critica nei confronti di Israele, ed emerse un conflitto per procura quando l'Iran sostenne i militanti sciiti e palestinesi libanesi durante la guerra del Libano del 1982. L’Iran ha iniziato a guadagnare potere e influenza con altri paesi e gruppi. Il conflitto si è evoluto con i tentativi israeliani di fermare il programma nucleare iraniano con l'uccisione di numerosi scienziati e i bombardamenti contro postazioni iraniane in Siria durante la guerra civile siriana.

### Tensioni durante la guerra Israele-Hamas
Il 7 ottobre 2023, Hamas, un gruppo militante palestinese parzialmente finanziato dall'Iran, ha lanciato un attacco contro Israele provocando la morte di quasi 1 200 israeliani, per lo più civili, e lo scoppio della guerra Israele-Hamas . Dopo l'attacco, Israele ha iniziato a prendere di mira più frequentemente le truppe iraniane e filo iraniane in Siria come ritorsione. Nei mesi successivi crebbero i timori di una guerra regionale.
Il 25 dicembre 2023, Razi Mousavi, un comandante iraniano, è stato ucciso in un attacco aereo israeliano mirato contro la sua residenza a Sayyidah Zaynab, 10 km a sud di Damasco.
Il 20 gennaio 2024, Sadegh Omidzadeh, insieme ad altri quattro funzionari iraniani, Ali Aghazadeh, Saeed Karimi, Hossein Mohammadi, e Mohammad Amin Samadi, vennero uccisi durante una riunione in un edificio nel distretto di Mezzeh a Damasco. Gli attacchi aerei israeliani, come riportato dall'Osservatorio siriano per i diritti umani, hanno provocato la completa distruzione dell'edificio, provocando la morte di almeno 10 militari.

## Crisi Iran-Israele del 2024
A partire dal 2024, il conflitto per procura Iran-Israele si è intensificato fino a diventare un confronto diretto tra i due Paesi. E' iniziato tutto il 1º aprile 2024, quando Israele ha bombardato il consolato iraniano a Damasco, in Siria, uccidendo diversi funzionari iraniani e due civili. In risposta, l'Iran ha sequestrato la nave MSC Aries, collegata a Israele, e ha lanciato un attacco missilistico allo Stato di Israele il 13 aprile. Il 19 aprile Israele ha poi effettuato attacchi di ritorsione in Iran e Siria.
Anche altre nazioni hanno preso parte alla crisi. Stati Uniti, Regno Unito, Francia e Giordania hanno intercettato droni e missili iraniani per difendere Israele.
Le tensioni sono aumentate ulteriormente a seguito dell'assassinio di Ismail Haniyeh, leader politico di Hamas, avvenuto il 31 luglio per mano di Israele. L'attacco si è consumato mentre Haniyeh si trovava a Teheran, in Iran, in occasione della cerimonia per l'elezione del nuovo presidente iraniano Masoud Pezeshkian. In risposta, il 1° ottobre 2024 l'Iran ha lanciato una serie di missili contro Israele. il 26 ottobre successivo, Israele ha poi effettuato altri attacchi di rappresaglia contro l'Iran.

### Prima crisi

#### Bombardamento israeliano dell'ambasciata iraniana (1º aprile 2024)
Il 1º aprile Israele ha bombardato l'ambasciata iraniana a Damasco, in Siria. L'attacco ha ucciso 16 persone, tra cui due civili, diversi combattenti per procura e 7 membri del Corpo delle Guardie della Rivoluzione Islamica tra cui Mohammad Reza Zahedi, un comandante della Forza Quds. Secondo quanto riferito da alcune fonti, i funzionari iraniani nell'edificio si sarebbero incontranti con i leader militanti palestinesi al momento dell'attacco.
L'Iran ha promesso di rispondere e fonti occidentali sospettavano che avrebbe attaccato direttamente Israele. La Francia ha schierato la sua marina per difendere Israele. L'Arabia Saudita e gli Emirati Arabi Uniti hanno fornito a Israele informazioni sugli attacchi.
Il 13 aprile 2024, la Marina del Corpo delle guardie della rivoluzione islamica ha preso il controllo della nave portacontainer MSC Aries, registrata in Portogallo, nello stretto di Hormuz, dove è stata abbordata da commando iraniani in acque internazionali al largo delle coste degli Emirati Arabi Uniti tramite elicottero. La nave è affittata a MSC da Gortal Shipping, una società affiliata di Zodiac Maritime, il cui committente è israeliano. In seguito all'incidente, Israele ha chiesto all'Unione europea di sanzionare l'IRGC.

#### Attacchi iraniani su Israele (13-14 aprile 2024)
All'inizio del 13 aprile, Hezbollah ha attaccato il sud di Israele con circa 40 razzi. Israele ha risposto bombardando un sito di produzione di armi di Hezbollah in Libano.
Successivamente, l'Iran ha attaccato Israele con circa 300 droni e numerosi missili balistici. Anche gli Houthi, la Resistenza islamica in Iraq, l'Organizzazione Badr e il True Promise Corps hanno lanciato attacchi contro Israele sotto il comando iraniano. La Siria ha abbattuto alcuni droni israeliani. Stati Uniti, Regno Unito e Giordania hanno intercettato oltre 100 droni iraniani. I droni e i missili alla fine colpirono varie città in Israele, Cisgiordania e alture del Golan. L'attacco ha danneggiato anche le basi aeree di Nevatim e Ramon. 33 civili sono rimasti feriti.

#### Tensioni accentuate (14-18 aprile 2024)
Funzionari israeliani e statunitensi hanno condotto valutazioni situazionali quella notte. Gli Stati Uniti hanno detto che non parteciperanno ad un attacco di ritorsione contro l'Iran. L'Iran ha minacciato che se Israele avesse reagito, direttamente o indirettamente, avrebbe reagito più duramente. Israele ha affermato che l'attacco meritava una risposta. Gli Stati Uniti hanno avvertito Israele di dar prova di moderazione, e il gabinetto di guerra israeliano ha discusso della portata della risposta israeliana. Israele ha ritardato i piani per iniziare un'offensiva a Rafah quella settimana in modo da poter determinare una risposta.
Il gabinetto di guerra continuò a discutere sulla risposta israeliana durante la settimana successiva. Il governo ha preso in considerazione opzioni militari e diplomatiche, con pressioni internazionali per allentare la situazione e influenzare le decisioni. Il 18 aprile è stato riferito che gli Stati Uniti avrebbero dato il via libera all'offensiva di Rafah in cambio dell'assenza di un attacco israeliano all'Iran. Gli Stati Uniti e l’Unione Europea hanno inasprito le sanzioni contro l’Iran.

#### Risposta israeliana (19 aprile 2024)
La mattina del 19 aprile Israele ha reagito all'Iran. Israele ha attaccato tre obiettivi all'interno o nelle vicinanze dell'aeroporto internazionale di Isfahan, inclusa una base militare. Uno degli obiettivi era un radar per il sito nucleare di Natanz. L'Iran ha affermato che la sua difesa aerea ha abbattuto tutti i proiettili israeliani e che le esplosioni provenivano dalla difesa aerea, ma le immagini satellitari hanno mostrato una batteria di difesa aerea distrutta e danni al sistema radar. Israele non ha commentato né rivendicato la responsabilità di alcun attacco. Nel sud della Siria sono state prese di mira le basi dell’ASA, provocando perdite materiali. Si sono udite esplosioni e aerei da combattimento anche in Iraq, e detriti di un missile israeliano sono stati trovati nell'Iraq centrale, suggerendo che Israele abbia sparato da lì.

#### De-escalation (20 aprile - 30 luglio 2024)
I media statali iraniani hanno minimizzato l'attacco israeliano. Funzionari iraniani hanno affermato che non è stata pianificata alcuna ritorsione contro Israele. Una fonte anonima ha detto alla CNN che gli scioperi diretti da stato a stato erano finiti. Gli analisti hanno affermato che l'attacco e la reazione iraniana hanno dimostrato che entrambe le parti vogliono allentare l'escalation, ma che Israele ha la capacità di infliggere maggiori danni in una guerra su vasta scala.

### Seconda crisi

#### Assassinio di Ismail Haniyeh in Iran (31 luglio 2024)
Il 31 luglio 2024, Isma'il Haniyeh, leader politico di Hamas, è stato assassinato insieme alla sua guardia del corpo personale nella capitale iraniana Teheran da un attacco israeliano. L'assassinio è avvenuto poche ore dopo il bombardamento israeliano su Beirut che ha ucciso il comandante di Hezbollah Fuad Shukr.

#### Escalation (1° agosto - 26 ottobre 2024)
In risposta all'assassinio di Isma'il Haniyeh e al bombardamento israeliano di Beirut che ha ucciso Fuad Shukr, Hezbollah e l'Iran hanno annunciato ritorsioni, con il primo che ha intensificato tra agosto e settembre gli attacchi aerei e il lancio di razzi e missili su obiettivi sensibili dello stato israeliano e il secondo che ha nuovamente attaccato Israele ad ottobre con un secondo bombardamento diretto sul suo suolo.
Nel il 26 ottobre Israele ha impiegato 250 dei 290 aerei da combattimento in servizio, coinvolgendo 13 dei propri 14 squadroni IASF, e ha effettuato un nuovo attacco contro l'Iran, che non reagì.

## La guerra

#### Attacco a sorpresa da parte di Israele (13 giugno 2025)
13 giugno: intorno alle 2 del mattino Israele ha sferrato direttamente e a sorpresa un attacco nel territorio iraniano, bombardando siti nucleari, militari, depositi di carburante e giacimenti di gas ed edifici residenziali, uccidendo diversi militari iraniani di primo piano mentre stavano dormendo. Verso la sera del 13 giugno l'Iran risponde mandando oltre 100 missili balistici, riuscendo a colpire Tel Aviv e Gerusalemme e causando vittime. La motivazione dell'inizio dei bombardamenti israeliani sarebbe lo sviluppo di armi atomiche nel territorio iraniano nei prossimi mesi, cosa tuttavia negata dall'Iran che ha invece affermato che l'avanzamento dell'arricchimento dell'uranio sia unicamente per scopi civili e ha ribadito che sono stati gli Stati Uniti ad aver stracciato nel 2018 l'accordo sul nucleare iraniano e reimposto le sanzioni nonostante l'Iran fino a quel momento l'accordo lo stesse rispettando pienamente.
14 giugno:
- Israele colpisce ulteriori comandanti IRGC, depositi di missili e infrastrutture nucleari
- Iran replica colpendo ancora Israele, causando altre vittime civili

15 giugno - 16 giugno: 
- Israele continua a bombardare siti nucleari e basi militari e inizia ad attaccare anche siti energetici iraniani. Annuncia inoltre la morte del capo dell’intelligence militare iraniana, del suo vice e di un altro ufficiale[71]

- In risposta, l'Iran lancia ulteriori missili contro città israeliane, uccidendo diverse persone tra cui 3 dipendenti del gruppo petrolifero israeliano Bazan con sede a Haifa, il quale afferma che tutti gli impianti di raffinazione sono stati chiusi dopo che una centrale elettrica è stata gravemente danneggiata.[72]

- Il Parlamento iraniano considera l’uscita dal Trattato di Non-Proliferazione Nucleare (NPT); il leader supremo Khamenei promette “minacce amare e dolorose” a Israele.
- Israele lancia un attacco sull'ospedale Farabi di Kermanshah, nell'ovest dell'Iran.[73] Colpisce inoltre la sede della TV di stato iraniana, uccidendo diversi giornalisti e dipendenti.[74] L'Iran lo definisce un "crimine di guerra" e promette vendetta.[75]

## Leader militari e politici uccisi

### Pasdaran

#### 2023
- Seyed Razi Mousavi – ufficiale dei Guardiani della rivoluzione in servizio dell'unità Forza Quds in Siria, Sayyidah Zaynab 27 dicembre 2023[76]

#### 2024
- Mohammad Reza Zahedi – generale dei Guardiani della rivoluzione dell'unità Forza Quds in Libano e Siria, Damasco 1 aprile 2024[36]
- Abbas Nilforooshan – generale dei Guardiani della rivoluzione dell'unità Forza Quds in Libano e in Siria e successore di Mohammad Reza Zahedi, Beirut 27 settembre 2024[77]

#### Giugno 2025
- Ali Shamkhani – alto consigliere politico della guida suprema Ali Khamenei, 13 giugno 2025
- Gholam-Ali Rashid – capo del Comando di emergenza Khatam al Anbiyan, 13 giugno 2025
- Hossein Salami – comandante generale del corpo dei Guardiani della rivoluzione, 13 giugno 2025
- Mohammad Bagheri – capo di Stato maggiore delle forze armate, 13 giugno 2025
- Esmail Qaani  – comandante dell'unità Forza Quds, 13 giugno 2025